# هیدرازید

پی-تولوئن‌سولفونیل‌هیدرازید

در شیمی آلی، هیدرازیدها رده‌ای از ترکیب‌های آلی اند که یک گروه عاملی مشترک دارند ویژگی گروه عاملی آن‌ها داشتن پیوند کووالانسی نیتروژن به نیتروژن با چهار استخلاف است که دست کم یکی از آنها گروه آسیل می‌باشد. ساختار کلی هیدرازید E(=O)-NR-NR2 است که در آن R معمولاً هیدروژن است.
خود هیدرازیدها را می‌توان به گروه‌های دیگر بر اساس اتم‌های چسبیده به اکسیژن دسته‌بندی کرد مانند: کربوهیدرازید: (R-C(=O)-NH-NH2)، سولفونوهیدرازید: (R-S(=O)2-NH-NH2) و فسفونیک‌دی‌هیدرازید (R-P(=O)(-NH-NH2)2. هیدرازین‌های مرتبط هیچ گروه آسیلی با خود ندارند.